# نيشان الإنسانية للخلاص الإفريقي
نيشان الإنسانية للخلاص الأفريقي هو نيشان أنشأه رئيس ليبيريا أنتوني و. غاردينر في 13 يناير 1879، وتمنحه حكومة ليبيريا للأفراد تكريماً للعمل الإنساني في ليبيريا، وللمساهمات البارزة في دعم ومساعدة الأمة الليبيرية، وللأفراد الذين لعبوا دورًا بارزًا في تحرير الأمريكيين الأفارقة والسعي لتحقيق المساواة في الحقوق بين البشر.
حلّ نيشان الإنسانية للخلاص الأفريقي محلّ ميدالية كانت موجودة في السابق وتُعرف باسم ميدالية النجم الفريد.

## درجات التكريم
يُمنح نيشان الإنسانية للخلاص الأفريقي في ثلاثة درجات للتكريم، وهي:
- نيشان القائد الأكبر: يرتدي الحاصل على نيشان الإنسانية للخلاص الأفريقي من درجة القائد الأكبر شريطًا عريضاً على الكتف الأيمن، وتُبّت نجمة النيشان على اليسار.
- نيشان القائد الفارس: يرتدي الحاصل على نيشان الإنسانية للخلاص الأفريقي من درجة القائد الفارس وشاحاً حول العنق تُثبت عليه نجمة مماثلة لنجمة نيشان القائد الأكبر باستثناء أنها تكون أصغر في الحجم قليلاً.
- نيشان الضابط: يرتدي الحاصل على نيشان الإنسانية للخلاص الأفريقي من درجة الضابط شريطاً رفيعاً مُثبّت به وردة على اليسار.

## تصميم الميدالية
تتألف ميدالية نيشان الإنسانية للخلاص الأفريقي من نجمة خماسية مصنوعة من المينا البيضاء تعلو أذرعها خمس كرات ذهبية، وتُحاط بأشعة ذهبية بين كل ذراعين، وعلى مقدمة النجمة يوجد شعار دولة ليبيريا. تظهر على الوجه الخلفي للميدالية صورة للأفارقة السود وهم يصلون بسلاسل مكسورة تحت صليب، وكُتب حولها عبارة «حب الحرية أوصلنا إلى هنا». تُعلّق الميدالية باستخدام شريط أحمر اللون بحواف زرقاء وبداخله وثلاثة خطوط بيضاء.

## الحاصلون على النيشان
- ماريان أندرسون[1]
- أ. دوريس بانكس هنريز[2]
- سيب بلاتر[3]
- إدوارد ويلموت بلايدن
- آنا إي كوبر
- فارني ابريما ديمبستر
- إجوما روبرت فليميستر[4]
- جيمس والتر فليميستر
- فرانسيس جباساجي
- بيلي جراهام[5]
- آسا جرانت هيليارد
- مارجون كامارا
- جاك بول كلاين
- إلين مارغريت لوي[6]
- فرانسوا يوجين ماساكوي
- جوردون ميليش: وهو مبشر مسيحي ذهب إلى ليبيريا مع البعثات المعمدانية الوسطى.[7]
- ماري لي ميلز
- هندريك بيتر نيكولاس مولر
- دوجبة كريس نيان
- جورج توماس ريفيل
- سليمان سيبلي
- ديفيد ميسيرف توماس
- أليكس ج. تايلر[8]
- جورج تو واشنطن
- ارسين فينجر[9]
- كليتس ووترسون[8]

## روابط خارجية
- نيشان الإنسانية للخلاص الأفريقي من درجة الضابط
- النيشان الليبيري للخلاص الإنساني الأفريقي
- نيشان الإنسانية للخلاص الأفريقي من درجة القائد